# Božićna čestitka
 Ovo je glavno značenje pojma Božićna čestitka. Za istoimeni film pogledajte Božićna čestitka (2006.).
Božićna čestitka šalje se prigodom proslave Božića: njome se čestitaju Božić te božićni i novogodišnji blagdani.
Božićne se čestitke u zapadnome svijetu i Aziji uobičajeno razmjenjuju i u tjednima prije Božića. Tradicijski pozdrav na božićnim čestitkama glasi: "Čestit Božić i sretna nova godina!" No postoje, dakako, i mnogobrojne inačice toga pozdrava.
Na pojedinim su božićnim čestitkama prikazani vjerski motivi: najčešće je to prizor Isusova rođenja, koji prikazuje Isusa u jaslicama i oko njega Djevicu Mariju i sv. Josipa. Katkada su prikazane i životinje poput vola i magarca. Na nekim su božićnim čestitkama ispisani stihovi božićnih pjesama, kratke molitve ili citati iz Biblije, a neke pak prikazuju anđele, Djeda Božićnjaka, sv. Nikolu, božićno drvce, sobove, božićne zvijezde, snjegovića i snježne prizore, betlehemsku zvijezdu ili bijelu golubicu (simbol mira i Duha Svetoga) i slično.
Božićne su čestitke općenito komercijalno dizajnirane, te se već u vrijeme došašća kupuju da bi se rodbini i prijateljima čestitalo Božić.

## Povijest
Bogati engleski poduzetnik Sir Henry Cole je 1. svibnja 1843. u Londonu naručio prvu božićnu čestitku, koju je za njega izradio i ilustrirao John Callcott Horsley. Središnja je slika prikazivala tri naraštaja jedne obitelji kako nazdravljaju primatelju čestitke, a lijevo i desno od nje bili su prizori darivanja hrane i odjeće siromašnima. ↓1 U početku su na božićnim čestitkama u Engleskoj prevladavali cvjetni ili floralni motivi, te prikazi vila i razni maštoviti prizori kojima se primatelju navještalo proljeće. Prikazi zime ili vjerski motivi tada nisu bili odveć popularni: zbog razvoja novih materijala i načina izrade čestitki, popularnije su bile one s duhovitim ili sentimentalnim slikama djece.
Na Božić 1873. američki je nakladnik Louis Prang počeo litografski izrađivati čestitke za englesko tržište, a godinu poslije njegova je tvrtka počela prodavati božićne čestitke i u Americi. Budući da je bio prvi nakladnik koji je takve čestitke ponudio američkim kupcima, Louisa Pranga katkada nazivaju i "ocem američke božićne čestitke". Njegove su čestitke bile vrlo omiljene i tražene, pa su ih mnogi zato često i vrlo loše kopirali: zbog toga je Prang s vremenom odustao od daljnje proizvodnje. A i sve popularnije razglednice polako su s tržišta potiskivale čestitke viktorijanskoga stila, iako su se do 1920. za razne prigode ponovno počele rabiti čestitke i pozdravnice u omotnicama. Sveučilište Metropolitan u Manchesteru čuva velebnu zbirku Laure Seddon s oko 32 000 prigodnih čestitki i pozdravnica raznih nakladnika iz tzv. viktorijanskoga i edvardijanskoga doba, u kojoj se također nalaze i prve britanske božićne čestitke.
Izrada božićnih čestitki je tijekom 20. stoljeća bila unosan posao za mnoge tiskare i nakladnike, koji su se uspješno prilagođavali željama i potrebama kupaca. Tako su, primjerice, u vrijeme velikih svjetskih ratova objavljivane čestitke s domoljubnim temama, a 1950-ih su popularne bile ilustracije i likovi iz crtanih filmova. Nostalgične teme te sentimentalni i vjerski prizori su s vremenom također bivali sve popularniji, a u 21. stoljeću su se lako i često objavljivale reprodukcije mnogih čestitki i pozdravnica iz viktorijanskoga i edvardijanskoga doba. Razvoj suvremene tehnologije djelomično je moguće okriviti za svojevrstan pad potražnje za klasičnim božićnim čestitkama: 1987. je, primjerice, jedno američko kućanstvo prosječno primalo 29 čestiki, a taj je broj u 2004. pao na 20. S obzirom na dostupnost mnogih internetskih stranica koje nude besplatne e-čestitke, mlađim je naraštajima brže i lakše komunicirati elektroničkom poštom ili mobilnim telefonima. Unatoč tome, 2005. je samo u Sjedinjenim Američkim Državama poslano oko 1,9 milijarda božićnih čestitki. U Velikoj Britaniji je pak 2008. u predbožićno i božićno vrijeme prodano više od 668,9 milijuna božićnih čestitki, što je tada bila skoro polovica ukupnoga broja raznih čestitki prodanih te godine u toj zemlji. U državama u kojima kršćanstvo nije dominantna religija često se šalju samo novogodišnje čestitke, čiji su motivi, tekstovi i dizajn lišeni vjerske simbolike.

### Službene božićne čestitke
Prve je službene božićne čestitke 1840-ih slala engleska kraljica Viktorija. Čestitke engleske kraljevske obitelji najčešće su bile osmišljene kao portreti s prikazom kakva, u tom trenutku, značajnoga događaja u životu portretirane osobe.  Godine 1953. američki je predsjednik  Dwight D. Eisenhower objavio prvu službenu predsjedničku božićnu čestitku. S vremenom su najčešći motivi tih čestitki bili blagdanski prizori iz  Bijele kuće koje su slikali ili osmislili ugledni američki likovni umjetnici. Broj primatelja tih čestitki značajno se povećavao tijekom kasnijih desetljeća: primjerice, 1961. božićne su čestitke bile poslane na adrese 2 000 američkih građana, a 2005. je predsjednik George W. Bush svojim pobornicima poslao čak 1 400 000 službenih čestitki.

### Poslovne božićne čestitke
Mnoge manje ili veće tvrtke te velike međunarodne korporacije svojim klijentima i poslovnim suradnicima u predbožićno i božićno vrijeme šalju božićne čestitke. Osim što tako iskazuju dobru volju, one to čine da bi i nadalje održale dobar poslovni odnos sa svojim dugogodišnjim suradnicima, ali i novim klijentima. Te su čestitke u pravilu vrlo diskretne i bez izrazitih religijskih obilježja: one, dakako, nisu namijenjene propagiranju ni poslovanja niti pojedinih proizvoda, ali neizravno ipak utječu na jačanje svijesti o značenju i vrijednosti određenih brandova u poslovnome svijetu i na tržištu.

### Humanitarne božićne čestitke
Mnoge humanitarne organizacije i udruge, primjerice UNICEF i Humanitarna zaklada za djecu Hrvatske, prodaju posebno izrađene božićne čestitke te tako prikupljaju novac za svoje projekte i humanitarnu pomoć. Jedan od vjerojatno najpoznatijih takvih projekata – božićne čestitke s otisnutim reprodukcijama odabranih djela međunarodno poznatih likovnih umjetnika – pokrenuo je UNICEF 1949. godine.
Britanska zaklada Charities Advisory Trust dodjeljuje i godišnju nagradu Scrooge škrtim prodavačima koji od prodaje božićnih čestitki u dobrotvorne svrhe uplate manji postotak zarade od uobičajenih 10 %. No, ni britanski proizvođači božićnih čestitki također nisu baš oduševljeni tom nagradom.

### Božićne poštanske marke i naljepnice
U mnogim se državama već tradicionalno u božićno vrijeme objavljuju posebna izdanja poštanskih maraka: najčešće su vedrih boja i s prigodnim blagdanskim, vjerskim ili svjetovnim motivima. Hrvatska pošta redovito objavljuje prigodne božićne poštanske marke, uglavnom s motivom slikarske reprodukcije jaslica. Male ukrasne božićne naljepnice koriste se za pečaćenje omotnica pisama i čestitki.
Godine 2004. njemački su poštanski uredi besplatno podijelili 20 milijuna mirisnih naljepnica, da bi božićne čestitke mirisale po božićnom drvcu, cimetu, medenjacima, vosku svijeće, pečenim jabukama i narančama. Tom su promotivnom kampanjom korisnicima svojih usluga htjeli pokazati prednosti klasičnih pisama u odnosu na suvremenu elektroničku poštu.

## Čestitanje na stranim jezicima
Tradicionalna blagdanska poruka Čestit Božić i sretna Nova godina! na nekim stranim jezicima:
- albanski: Gëzuar Krishtlindjet dhe Vitin e Ri!
- baskijski: Gabon Zoriontsuak eta urte berri on!
- bretonski:  Nedeleg laouen na bloavezh mat!
- bugarski: Весела Коледа и честита Нова Година!
- češki: Veselé Vánoce a šťastný Nový rok!
- danski: Glædelig jul og godt nytår! Ili samo God jul!
- engleski: Merry Christmas and a Happy New Year!
- esperanto: Gajan kristnaskon kaj feliĉan novan jaron!
- estonski: Häid jõule ja head uut aastat!
- filipinski: Maligayang Pasko at Manigong Bagong Taon
- finski: Hyvää joulua ja onnellista uutta vuotta
- francuski: Joyeux Noël et Bonne Année!
- galješki: Bo Nadal e Feliz Aninovo!
- grčki: Καλά Χριστούγεννα και ευτυχισμένος ο Καινούριος Χρόνος
- gruzijski: გილოცავთ შობა-ახალ წელს
- indonezijski: Selamat Hari Natal dan Tahun Baru
- irski: Nollaig Shona Duit
- islandski: Gleðileg jól og farsælt nýtt ár
- japanski: メリー・クリスマス
- katalonski: Bon Nadal i Feliç Any Nou!
- kineski: 聖誔快樂，新年進步
- korejski : 메리 크리스마스
- letonski: Priecīgus Ziemassvētkus un laimīgu Jauno gadu!
- litavski: Linksmų šventų Kalėdų ir laimingų Naujųjų metų!
- mađarski: Kellemes karácsonyi ünnepeket és boldog új évet!
- makedonski: Среќна Нова Година и честит Божиќ!
- malajski: Selamat Hari Krismas dan Tahun Baru
- malteški: Il-Milied Hieni u s-Sena t-Tajba
- nizozemski: Prettige kerstdagen en een gelukkig nieuwjaar!
- njemački: Fröhliche Weihnachten und ein glückliches/gutes Neues Jahr!
- norveški: God jul og godt nyttår!
- perzijski: کریسمس و سال نو مبارک
- poljski: Wesołych Świąt i szczęśliwego Nowego Roku!
- portugalski: Feliz Natal e um feliz Ano Novo!
- rumunjski: Crăciun Fericit și La mulți ani!
- ruski: С Новым годом и Рождеством
- slovački: Veselé Vianoce a štastný Nový rok!
- srpski: Срећна Нова година и срећан Божић / Srećna Nova godina i srećan Božić
- španjolski: Feliz Navidad y próspero Año Nuevo!
- švedski: God Jul och Gott Nytt År!
- talijanski: Buon Natale e felice anno nuovo!
- ukrajinski: Веселих свят! З Новим роком і Різдвом!
- urdu:آپکو بڑا دن اور نیا سال مبارک ہو
- velški: Nadolig Llawen a blwyddyn newydd dda!
- vijetnamski: Chúc mừng Giáng Sinh và chúc mừng năm mơi